# Морріс Лапідус
Мо́рріс Ла́підус  (25 листопада 1902, Одеса — †18 січня 2001, Маямі-Біч, Флорида, США) — архітектор (США).

## Біографія
Навчався в Колумбійському університеті (факультет архітектури).
З іменем Лапідуса в американській архітектурі пов'язаний стиль нео-бароко, котрий визначає стиль готельних комплексів Маямі-Біч (Флорида) 1950-их років.
Після навчання М. Лапідус пропрацював 20 років дизайнером інтер'єру. У 40-х роках переїхав у Маямі Біч, де почав проектувати свої перші споруди: готель «Сан Сусі», «Наутилус», «Ді Лідо», «Балтимор Террасе», «Алжир»… Його проекти мали значний успіх.
1952 — побудував найбільший розкішний готель Маямі Біч «Фаунтенблу хоутел». За ним — не менш успішний «Еден Рок» та «Америка» (тепер — «Шератон Бел Харбор»).
Шляхом М. Лапідуса пішов його син — Алан, який пропрацював з батьком 18 років.
У США існує міжнародний конкурс для студентів «На честь Морріса Лапідуса», у якому може брати участь молодь, що вчиться в архітектурних навчальних закладах світу.